# 서울특별시의 코로나19 범유행
다음은 서울특별시에서의 코로나19 범유행에 대한 설명이다.

## 경과
- 2020년 1월 24일, 서울특별시에 첫 확진자가 발생하였다. 55세 남성 환자로, 우한에서 상하이를 거쳐 김포국제공항을 통해 귀국했다.[1]

- 2020년 3월 27일 구로구 구로동 만민중앙교회에서 6명이 확진 판정을 받았다.[2]

- 2020년 3월 28일  만민중앙교회 관련 집단감염 확진자가 최소 12명으로 늘었다.[3]

- 2020년 4월 7일 강남구 대형 유흥업소  'ㅋㅋ&트렌드' 여종업원 2명이 확진 판정을 받았다. 이 유흥업소[4]는 하루 방문객이 수백명에 달하는 것으로 알려졌다[5]

방역당국은 신종 코로나바이러스 감염증 확진 판정을 받은 남성 연예인과 서울 강남의 대형 유흥업소 종업원 2명에 대해 역학조사에서 진술을 회피하는 경향이 있었다며 고의로 사실을 누락하거나 은폐를 시도하면 처벌 대상이라고 밝혔다. 서울에서 처음으로 2명의 사망자가 발생하였고, 1명은 40대 마포구 거주자로 세브란스병원, 다른 1명은 90대 고양시 덕양구 거주자로 서울의료원에서 치료중 사망하였다.
- 2020년 5월 6일, 확진 판정을 받은 용인 66번 환자가 5월 2일 이태원의 클럽과 식당 등을 방문한 것으로 알려졌으며, 이태원 클럽 코로나19 집단감염이 발생하여, 5월 8일 15명의 확진자가 발생하였다.[7][8]
- 2020년 5월 9일 서울시는 모든 유흥시설에 대하여 집합금지 명령을 내렸다.[9]
- 2020년 5월 13일 3번째 사망자가 발생하였고, 29번 환자로 80대 종로구 첫 사망자로 완치되었다가 서울대병원에서 호흡곤란으로 사망하였다.
- 2020년 5월 14일 4번째 사망자가 발생하였고, 60대 용인시 기흥구거주자로 분당서울대병원에서 폐혈증으로 사망하였다.
- 2020년 6월 5~7번째 사망자가 발생하였다. 2명은 80대로 서대문구, 도봉구 첫 사망자로, 서울특별시 서남병원, 세브란스병원에서 치료중에, 1명은 70대 부천시 거주자로 삼육서울병원에서 치료중 사망하였다.
- 2020년 7월 8~11번째 사망자 발생하였고 2명은 도봉구, 1명은 마포구, 다른 1명은 동대문구 첫 사망자이다. 건국대병원, 한양대병원, 강북삼성병원, 순천향대학교병원에서 치료중 사망하였다.
- 2020년 8월 초, 12~13번째 사망자가 발생하였다. 2명 모두 강서구에서 처음으로 사망했으며, 서울대병원, 은평성모병원에서 사망하였다.
- 2020년 8월 14일 서울특별시는 집단감염이 확산되자 모든 종교 시설에 집합 제한 명령을 내렸다.
- 2020년 8월 15일 정부에서는 서울특별시, 경기도의 거리두기 단계를 사회적 거리두기 2단계로 격상하였다.
- 2020년 8월 18일 14번째 사망자가 나왔으며 강서구 거주자로 국립중앙의료원에서 사망하였다.
- 2020년 8월말, 15~23번째 사망자가 발생하였고 송파구, 광진구, 중랑구, 관악구, 은평구에서 첫 사망자가 발생하였다. 1명은 서울대병원에서 사망하였고, 1명은 서울의료원 치료중 뇌사에 빠져 사망하였고, 1명은 숨진뒤 보라매병원에서 양성 받았고, 2명은 서울의료원에서 사망 판정 받고, 다른 1명은 심정지로 사망 확인되었다. 그리고 나머지 두명은 아주대병원, 경기도의료원 안성병원에서 치료중 사망하였다.
- 2020년 9월 정부에서는 서울의 거리두기를 2.5단계로 격상하였다.
- 2020년 9월 2일 24번째 사망자가 발생하였으며, 성동구에서 처음 사망하였다. 한양대병원에서 치료중 사망하였다.
- 2020년 9월 7일 25~28번째 사망자 발생하였으며, 구로구, 양천구, 영등포구, 강동구에서 첫 사망자 발생하였다. 3명은 서울의료원, 1명은 국립중앙의료원에서 사망하였다. 이중 한명은 신소걸목사로 사망하였다.
- 2020년 9월 8일 29~32번째 사망자 발생하였고 이중 1명은 동작구 첫 사망자로 1명은 타시도 2명은 서울시 거주자로 서울의료원, 보라매병원, 경기도의료원 이천병원에서 사망하였다.
- 2020년 9월중 33~49번째 사망자가 발생하였으며 이중 일부는 노원구, 성북구, 강남구, 금천구에서 첫 사망자로 한림대학교 강남성심병원, 경희대학교의료원 외 5개소에서 치료중 사망하였다.
- 2020년 9월말 50~56번째 사망자가 발생하였고 이중 한명은 중구 첫 사망자로 국립중앙의료원, 삼성서울병원 외 4개소에서 치료중 사망하였다.
- 2020년 10월 57~78번째 사망자가 발생하였고 동대문구가 많이 발생하였다. 서울아산병원, 서울성모병원 외 5개소에서 격리 치료중 사망하였다.
- 2020년 11월 23일 79~86번째 사망자 발생하였고 이중 1명은 서초구 첫 사망자이다. 서울성모병원등 6개소에서 치료중 사망하였다.
- 2020년 11월 24일 수도권 거리두기가 2단계로 격상하였다.[10]
- 2020년 11월 30일 87~93번째 사망자 발생하였다. 중앙대학교병원, 고려대학교 구로병원 외 5개소에서 치료중 사망하였다.
- 2020년 12월 초 94~104번째 사망자 발생하였고 이중 한명은 강북구 첫 사망자로 이대목동병원 6개소에서 치료중 사망하였다.
- 2020년 12월 중과 말, 105~177번째 사망자가 발생하였다. 여의도성모병원, 이대서울병원, 서북병원, 인제대학교 상계백병원, 서울적십자병원 외 50개소에서 치료중 사망하였다.
- 2021년 1월 1일 178~182번째 사망자가 발생하였고 이중 1명은 용산구 첫 사망자다. 인제대학교 서울백병원, 고려대학교 안암병원 외 45개소에서 치료중 사망하였다.
- 2021년 1월 183~324번째 사망자 발생했으며, 중앙보훈병원,  원자력병원, 양지병원, 국립경찰병원 외 100개소에서 치료중 사망하였다.
- 2021년 2월 325~380번째 사망자 발생하였으며, 고대구로병원, 국립중앙의료원 외 38개소에서 치료중 사망하였다.
- 2021년 3월 381~424번째 사망자 발생하였다. 서울의료원 외 109개소에서 사망하였다.
- 2021년 4월 425~448번째 사망자가 발생했다. 강남세브란스병원외 99개소에서 격리치료중 사망하였다.
- 2021년 5월 26일 서울특별시에서 262명의 신규 확진자가 발생하면서, 2021년 1월 6일 297명의 신규 확진자가 발생한 이후 139일만에 최다 확진자가 발생하였다.[11]
- 2021년 5월 449~488번째 사망자 발생하였다. 고대안암병원 외 66개소에서 치료중 사망하였다.
- 2021년 6월 489~513번째 사망자 발생하였다. 국립중앙의료원 외 11개소에서 치료중 사망하였다.
- 2021년 7월 1일 서울특별시 누적 확진자가 5만명을 돌파하였다.[12]
- 2021년 7월 7일 서울특별시에서 583명의 신규 확진자가 발생하며, 역대 최다 규모였던 12월 25일 552명을 뛰어넘었다.[13] 그리고 514~518번째 사망자 발생하였다. 박애병원외 2개소 치료중 사망하였다.
- 2021년 7월 8일부터 7월 13일까지 519~523번째 사망자가 발생하였다. 격리 치료중 사망하였다.
- 2021년 7월 14일부터 유치원, 초등학교, 중학교, 고등학교는 원격 수업이 적용되었다.[14]
- 2021년 7월 14일 서울특별시 일일 확진자는 638명으로 역대 최다 기록을 다시 세웠다.[15] 524~528번째 사망자가 발생하였다. 치료중 사망하였다.
- 2021년 7월 23일 서울특별시 누적 확진자가 6만명을 돌파하였다.
- 2021년 7월 529~534번째 사망자가 발생하였다. 치료중 사망하엮다.
- 2021년 8월 13일 서울특별시 누적 확진자가 7만명을 돌파하였다.[16][17]
- 2021년 8월 535~583번째 사망자가 발생하였다. 치료중 사망하였다.
- 2021년 9월 2일 서울특별시 누적 확진자가 8만명을 돌파하였다.
- 2021년 9월 18일 서울특별시 누적 확진자가 9만명을 돌파하였다.
- 2021년 9월 30일 서울특별시 누적 확진자가 10만명을 돌파하였다.
- 2021년 9월 584~643번째 사망자가 발생하였다. 치료중 사망하였다.
- 2021년 10월 644~796번째 사망자가 발생하였다. 치료중 사망하였다.
- 2021년 11월 18일 서울특별시 일일 확진자는 1428명으로 역대 최다 기록을 다시 세웠다.
- 2021년 11월 26일 서울특별시 누적 확진자가 15만명을 돌파하였다.
- 2021년 11월 797~1100번째 사망자가 발생하였다. 치료중 사망하였다.
- 2021년 12월 19일, 서울특별시 누적 확진자가 20만명을 돌파하였다.
- 2021년 12월 1101~1786번째 사망자가 발생하였다. 치료중 사망하였다.
- 2022년 1월 23일, 서울특별시 누적 확진자가 25만명을 돌파하였다.
- 2022년 1월 1787~2180번째 사망자가 발생하였다. 치료중 사망하였다.
- 2022년 2월 6일, 서울특별시 누적 확진자는 30만명을 돌파하였다.
- 2022년 2월 15일, 서울특별시 누적 확진자는 40만명을 돌파하였다.
- 2022년 2월 20일, 서울특별시 누적 확진자는 50만명을 돌파하였다.
- 2022년 2월 23일, 서울특별시 누적 확진자는 60만명을 돌파하였다.
- 2022년 2월 26일, 서울특별시 누적 확진자는 70만명을 돌파하였다.
- 2022년 2월 2181~2406번째 사망자가 발생하였다. 치료중 사망하였다.
- 2022년 3월 1일, 서울특별시 누적 확진자는 80만명을 돌파하였다.
- 2022년 3월 4일, 서울특별시 누적 확진자는 90만명을 돌파하였다.
- 2022년 3월 5일, 서울특별시 누적 확진자는 100만명을 돌파하였다.[18]
- 2022년 3월 14일, 서울특별시 누적 확진자는 150만명을 돌파하였다.
- 2022년 3월 20일, 서울특별시 누적 확진자는 200만명을 돌파하였다.
- 2022년 3월 28일, 서울특별시 누적 확진자는 250만명을 돌파하였다.
- 2022년 3월 2407~3563번째 사망자가 발생하였다. 격리 치료중 사망하였다.
- 2022년 4월 6일, 서울특별시 누적 확진자는 300만명을 돌파하였다.
- 2022년 4월 3564~4586번째 사망자가 발생하였다. 치료중 사망하였다.
- 2022년 5월 4587~4825번째 사망자가 발생하였다. 치료중 사망하였다.
- 2022년 6월 4826~4889번째 사망자가 발생하였다. 치료중 사망하였다.
- 2022년 7월 4890~4969번째 사망자가 발생하였다. 치료중 사망하였다.
- 2022년 8월 3일, 서울특별시 누적 확진자는 400만명을 돌파하였다.
- 2022년 8월 4970~5228번째 사망자가 발생하였다. 치료중 사망하였다.
- 2022년 9월 5229~5486번째 사망자가 발생하였다. 치료중 사망하였다.
- 2022년 10월 5487~5603번째 사망자가 발생하였다. 치료중 사망하였다.
- 2022년 11월 2일, 서울특별시 누적 확진자는 500만명을 돌파하였다.
- 2022년 11월 5604~5807번째 사망자가 발생하였다. 치료중 사망하였다.
- 2022년 12월 5808~6062번째 사망자가 발생하였다. 치료중 사망하였다.
- 2023년 1월 6063~6259번째 사망자가 발생하였다. 치료중 사망하였다.
- 2023년 2월 6260~6344번째 사망자가 발생했다. 치료중 사망하였다.
- 2023년 3월 6345~6382번째 사망자가 발생하였다. 치료중 사망하였다.
- 2023년 4월 5일, 서울특별시 누적 확진자는 600만명을 돌파하였다.
- 2023년 4월 6383~6423번째 사망자가 발생하였다. 치료중 사망하였다.
- 2023년 5월 6424~6492번째 사망자가 발생하였다. 치료중 사망하였다.

## 통계
틀:코로나19 범유행/대한민국 서울특별시 차트

## 같이 보기
- 대한민국의 코로나19 범유행

### 참조주
1. ↑  홍찬영 (2020년 1월 25일). “中 우한폐렴 확진자 1명→2명…정세균 “초기 강력 대응으로 피해 최소화해야””. 《스페셜경제》.
2. ↑  '집단감염 우려' 만민중앙교회 관련 6명 확진…지하 기도실 폐쇄출처: 연합뉴스
3. ↑  만민중앙교회 12명 집단감염…목사·직원 등 포함출처: 연합뉴스
4. ↑  확진 발생 강남 유흥업소는 'ㅋㅋ&트렌드'…박원순, 업소명 공개 '초강수'출처: 한국경제
5. ↑  강남 유흥업소 종사자 확진후 룸메이트도 감염…500명 집단감염 우려(종합) 출처:뉴시스
6. ↑  "강남 유흥업소 확진자 진술 회피 경향있어…사실 은폐시 처벌"출처: 연합뉴스
7. ↑  김인유 (2020년 5월 7일). “용인 확진 남성, 클럽ㆍ식당 등 잇따라 방문…"집단감염 우려"”. 2020년 5월 12일에 확인함.
8. ↑  “이태원 집단감염 ‘용인66번’서 시작된 듯…감염경로 아직 몰라”. 2020년 5월 8일. 2020년 5월 12일에 확인함.
9. ↑  “"서울 모든 유흥시설 집합금지...위반시 엄중 처벌"”. 2020년 5월 9일. 2020년 5월 12일에 확인함.
10. ↑  “수도권 거리두기 24일 0시부터 2단계로 격상...호남권은 1.5단계”. 2020년 11월 22일. 2020년 11월 24일에 확인함.
11. ↑  “서울 262명 신규 확진…139일 만에 최다”. 2021년 5월 26일. 2021년 5월 26일에 확인함.
12. ↑  임화섭 (2021년 6월 30일). “오후 6시까지 서울 284명 신규확진…누적 5만명 돌파”. 2021년 7월 7일에 확인함.
13. ↑  임미나 (2021년 7월 7일). “서울 583명 신규 확진…역대 최다”. 2021년 7월 7일에 확인함.
14. ↑  “경기-인천 오늘부터 전면 원격수업...서울은 모레부터”. 2021년 7월 12일에 확인함.
15. ↑  “서울 638명 신규 확진…코로나19 발생 이후 하루 최다”. 2021년 7월 14일에 확인함.
16. ↑  임화섭 (2021년 8월 12일). “오후 6시까지 서울 454명 확진…누적 7만 돌파”. 연합뉴스. 2021년 8월 18일에 확인함.
17. ↑  “[속보] 오후 6시까지 서울 454명 확진 '서울 누적 확진자 7만명 넘어'”. 매일신문. 2021년 8월 12일. 2021년 8월 18일에 확인함.
18. ↑  고현실 (2022년 3월 5일). “서울 신규확진 이틀째 5만명대…재택치료 19만명 넘어”. 연합뉴스. 2022년 3월 5일에 확인함.